# يان كامبل (لاعب كرة قدم أمريكية)
يان كامبل (بالإنجليزية: Ian Campbell)‏ هو لاعب كرة قدم أمريكية أمريكي، ولد في 15 مايو 1985 في غاردن سيتي في الولايات المتحدة.